# 丫
【丫】 — китайський ієрогліф.  Дуже рідко використовується на письмі в японській мові.

## Значення
1. роздвоєння.
1) розвилка.
2) роздвоєна гілка.
3) виделка
2. хвіст (зачіска).

Ключ: 2 (丨 + 2);  Кількість рисок: 3.
Введення ієрогліфа методом цанзє: 金中 (CL), XX金中 (XXCL); Введення ієрогліфа чотирикутним методом: 80200. .

## Прочитання
| Китайська         |                   |                   |                   |                 |                 |
| Мандаринська мова | Мандаринська мова | Мандаринська мова | Мандаринська мова | Кантонська мова | Кантонська мова |
| чжуїнь            | піньїнь           | Вейд-Джайлз       | кирилиця          | ютпхін          | Єль             |
| ㄧㄚ              | yā (ya1)          | ya1               | я                 | aa1             | aa1             |

| Корейська |           |               |              |             |             |
|           | хангиль   | стара латинка | нова латинка | Єль         | кирилиця    |
| Звук:     | 아        | а             | а            | а           | а           |
| Назва:    | 가닥 아환 | kadak ahwan   | gadak ahwan  | katak ahwan | кадак ахван |

| Японська |                   |                  |                  |
|          | кана              | латинка          | кирилиця         |
| Он:      | あ                | a                | а                |
| Кун:     | ふたまた あげまき | futamata agemaki | футамата аґемакі |
| Ім'я:    | —                 | —                | —                |